# 霍爾姆斯縣 (佛羅里達州)
霍尔姆斯县（英語：Holmes County）是位于美国佛罗里达州西北部的一个县，坐落在佛罗里达狭地。根据2020年美國人口普查结果，该县共有19,653人。该县的县治及最大城市皆为博尼费。